# Mateusz Wieteska
Mateusz Wieteska (ur. 11 lutego 1997 w Warszawie) – polski piłkarz, występujący na pozycji obrońcy, od 2025 w tureckim klubie Kocaelispor, do którego został wypożyczony z Cagliari. Reprezentant Polski.

## Kariera klubowa

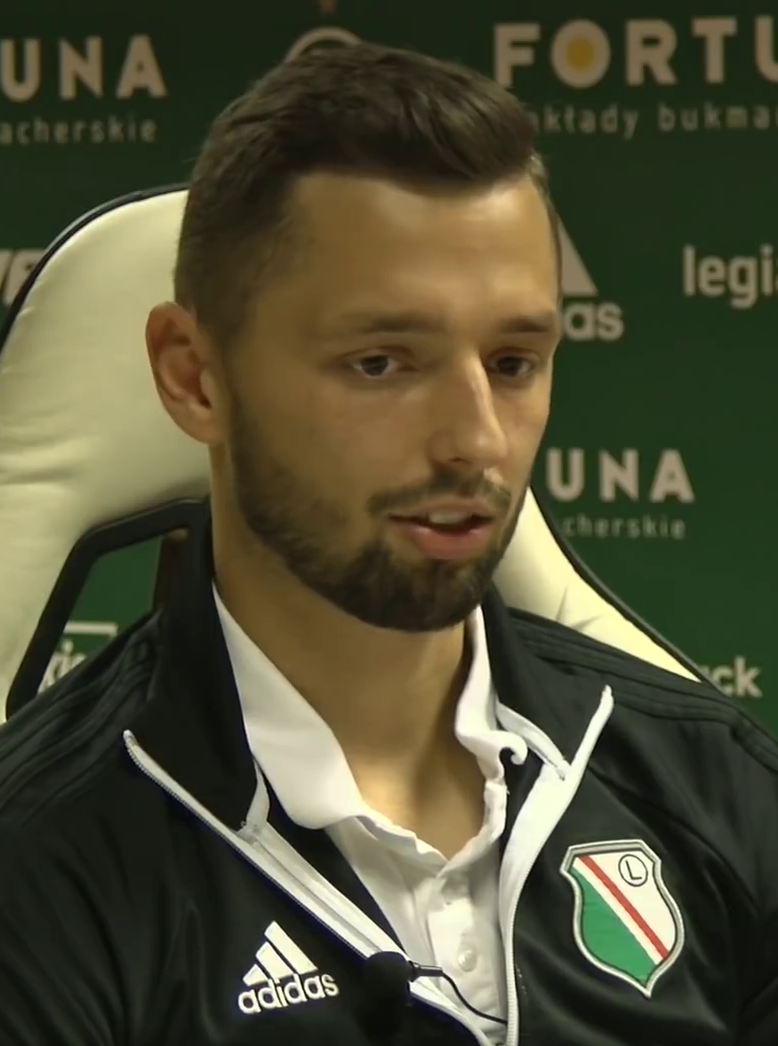
Wieteska jako piłkarz Legii Wasrzawa w 2018

Wychowanek Pogoni Grodzisk Mazowiecki (w drużynach młodzieżowych) i Legii Warszawa (w drużynach seniorskich), w swojej karierze grał także w: Dolcanie Ząbki, Chrobrym Głogów oraz Górniku Zabrze. 14 czerwca 2022 roku zadebiutował w reprezentacji Polski, w przegranym 0:1 meczu przeciwko Belgii w Lidze Narodów UEFA 2022/2023.
8 lipca 2022 roku trener Legii Warszawa Kosta Runjaić wybrał Wieteskę na kapitana zespołu na sezon 2022/2023, wcześniej sportowiec zakładał opaskę kapitana przy okazji nieobecności na boisku dotychczasowego lidera Artura Jędrzejczyka. 25 lipca 2022 roku podpisał 4-letni kontrakt z występującym we francuskiej Ligue 1 klubem Clermont Foot 63. 7 sierpnia 2022 roku zadebiutował w klubie, w przegranym 0:5 ligowym spotkaniu przeciwko Paris Saint-Germain. W sierpniu 2023 roku przeniósł się do włoskiego zespołu Cagliari. 22 stycznia 2025 roku został wypożyczony do greckiego klubu PAOK Saloniki. 
30 lipca 2025 został wypożyczony do tureckiego ekstraklasowego Kocaelispor.

## Kariera reprezentacyjna
W drużynie narodowej zadebiutował 14 czerwca 2022, w przegranym 0:1 domowym meczu przeciwko Belgii. Został powołany przez Czesława Michniewicza na Mistrzostwa Świata 2022, ale nie zagrał w żadnym spotkaniu turnieju.

## Statystyki kariery

### Klubowe

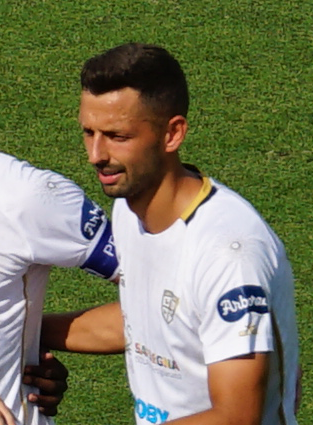
Wieteska jako piłkarz Cagliari Calcio w 2024

(aktualne na dzień 25 sierpnia 2023)
| Klub                  | Sezon              | Liga               | Liga  | Liga   | Puchar kraju | Puchar kraju | Europa | Europa | Inne  | Inne   | Suma  | Suma   |
| Klub                  | Sezon              | Liga               | Mecze | Bramki | Mecze        | Bramki       | Mecze  | Bramki | Mecze | Bramki | Mecze | Bramki |
| --------------------- | ------------------ | ------------------ | ----- | ------ | ------------ | ------------ | ------ | ------ | ----- | ------ | ----- | ------ |
| Legia II Warszawa     | 2013/2014          | III liga           | 8     | 1      | 0            | 0            | —      | —      | —     | —      | 8     | 1      |
| Legia II Warszawa     | 2014/2015          | III liga           | 14    | 0      | 0            | 0            | —      | —      | —     | —      | 14    | 0      |
| Legia II Warszawa     | 2015/2016          | III liga           | 12    | 1      | 0            | 0            | —      | —      | —     | —      | 12    | 1      |
| Legia II Warszawa     | 2016/2017          | III liga           | 12    | 3      | 0            | 0            | —      | —      | —     | —      | 12    | 3      |
| Legia II Warszawa     | Łącznie            | Łącznie            | 46    | 5      | 0            | 0            | 0      | 0      | 0     | 0      | 46    | 5      |
| Legia Warszawa        | 2014/2015          | Ekstraklasa        | 2     | 0      | 0            | 0            | 0      | 0      | 1     | 0      | 3     | 0      |
| Legia Warszawa        | 2016/2017          | Ekstraklasa        | 2     | 0      | 0            | 0            | 1      | 0      | —     | —      | 3     | 0      |
| Legia Warszawa        | Łącznie            | Łącznie            | 4     | 0      | 0            | 0            | 1      | 0      | 1     | 0      | 6     | 0      |
| Dolcan Ząbki (wyp.)   | 2015/2016          | I liga             | 8     | 1      | 0            | 0            | —      | —      | —     | —      | 8     | 1      |
| Chrobry Głogów (wyp.) | 2016/2017          | I liga             | 14    | 3      | 0            | 0            | —      | —      | —     | —      | 14    | 3      |
| Górnik Zabrze         | 2017/2018          | Ekstraklasa        | 35    | 7      | 7            | 0            | —      | —      | —     | —      | 42    | 7      |
| Legia Warszawa        | 2018/2019          | Ekstraklasa        | 27    | 0      | 1            | 0            | 6      | 0      | 1     | 0      | 35    | 0      |
| Legia Warszawa        | 2019/2020          | Ekstraklasa        | 28    | 1      | 5            | 1            | 4      | 1      | —     | —      | 37    | 3      |
| Legia Warszawa        | 2020/2021          | Ekstraklasa        | 18    | 1      | 4            | 0            | 3      | 0      | 1     | 0      | 26    | 1      |
| Legia Warszawa        | 2021/2022          | Ekstraklasa        | 30    | 4      | 4            | 0            | 14     | 0      | 1     | 0      | 49    | 4      |
| Legia Warszawa        | 2022/2023          | Ekstraklasa        | 2     | 0      | 0            | 0            | —      | —      | —     | —      | 2     | 0      |
| Legia Warszawa        | Łącznie            | Łącznie            | 101   | 6      | 13           | 1            | 27     | 1      | 3     | 0      | 142   | 8      |
| Clermont Foot 63      | 2022/2023          | Ligue 1            | 35    | 0      | 0            | 0            | —      | —      | —     | —      | 35    | 0      |
| Clermont Foot 63      | 2023/2024          | Ligue 1            | 2     | 1      | 0            | 0            | —      | —      | —     | —      | 2     | 1      |
| Clermont Foot 63      | Łącznie            | Łącznie            | 37    | 1      | 0            | 0            | 0      | 0      | 0     | 0      | 24    | 1      |
| Łącznie w karierze    | Łącznie w karierze | Łącznie w karierze | 249   | 23     | 20           | 1            | 28     | 1      | 4     | 0      | 302   | 25     |

### Reprezentacyjne
(aktualne na dzień 24 marca 2025)
| Reprezentacja | Rok     | Mecze | Bramki |
| ------------- | ------- | ----- | ------ |
| Polska        | 2022    | 2     | 0      |
| Polska        | 2023    | 2     | 0      |
| Polska        | 2025    | 2     | 0      |
| Ogólnie       | Ogólnie | 6     | 0      |

| Mecze i gole w reprezentacji | Mecze i gole w reprezentacji | Mecze i gole w reprezentacji | Mecze i gole w reprezentacji | Mecze i gole w reprezentacji | Mecze i gole w reprezentacji | Mecze i gole w reprezentacji |
| Lp.                          | Data                         | Miejsce                      | Przeciwnik                   | Gol                          | Wynik                        | Rozgrywki                    |
| ---------------------------- | ---------------------------- | ---------------------------- | ---------------------------- | ---------------------------- | ---------------------------- | ---------------------------- |
| 1.                           | 14.06.2022                   | Warszawa, Polska             | Belgia                       |                              | 0:1                          | LN 2022/2023                 |
| 2.                           | 16.11.2022                   | Warszawa, Polska             | Chile                        |                              | 1:0                          | towarzyski                   |
| 3.                           | 10.09.2023                   | Tirana, Albania              | Albania                      |                              | 0:2                          | el. ME 2024                  |
| 4.                           | 21.11.2023                   | Warszawa, Polska             | Łotwa                        |                              | 2:0                          | towarzyski                   |
| 5.                           | 21.03.2025                   | Warszawa, Polska             | Litwa                        |                              | 1:0                          | el. MŚ 2026                  |
| 6.                           | 24.03.2025                   | Warszawa, Polska             | Malta                        |                              | 2:0                          | el. MŚ 2026                  |

## Sukcesy

### Legia Warszawa
- Mistrzostwo Polski: 2016/2017, 2019/2020, 2020/2021[11]